# Dinner at Fred’s
Dinner at Fred’s es una película canadiense-estadounidense de comedia de 1997, dirigida por Shawn Thompson, que a su vez la escribió, musicalizada por Carlos Lopes, en la fotografía estuvo Robert C. New y los protagonistas son Gil Bellows, Parker Posey y Kevin McDonald, entre otros. El filme fue realizado por HandMade Films y Paragon Entertainment Corporation, se estrenó el 2 de octubre de 1997.

## Sinopsis
Richard se va de su oficina para estar un fin de semana en el campo, en la finca de su novia, que es la hija de su jefe.